# Euloewiodoria eulalia
Euloewiodoria eulalia là một loài ruồi trong họ Tachinidae.